# Xeronema
Xeronema é um género botânico pertencente à família Xeronemataceae.